# Hirtodrosophila longifurcapenis
Hirtodrosophila longifurcapenis är en tvåvingeart som först beskrevs av Zhang och Liang 1995.  Hirtodrosophila longifurcapenis ingår i släktet Hirtodrosophila och familjen daggflugor. Inga underarter finns listade i Catalogue of Life.